# تاريخية الملك آرثر

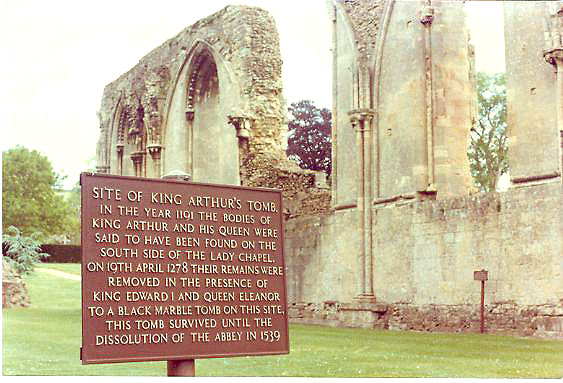

كانت تاريخية الملك آرثر مصدر جدال كبير بين المؤرخين حتى سبعينيات القرن العشرين. اليوم، يتفق المؤرخون الأكاديميون عمومًا على أن الملك آرثر كان شخصية أسطورية أو فولكلورية، وليس فردًا حقيقيًا.
| ”                    | لا يوجد دليل تاريخي على آرثر؛ يجب أن نرفضه من تاريخنا، وقبل كل شيء، من عناوين كتبنا | “ |
| —ديفيد دومفيل، 1977. |                                                                                     |   |

ظهر آرثر في السياق التاريخي لأول مرة كقائد يحارب الغزاة السكسونيين في معركة بيدون في بريطانيا ما بعد الرومانية بين القرنين الخامس والسادس الميلادي؛ وذلك في نص مكتوب بعد أكثر من ثلاثة قرون من حدوث هذا النشاط المفترض. وقد تطور ليصبح شخصية أسطورية في أدبيات «جوهر بريطانيا» من القرن الثاني عشر، بعد كتاب «تاريخ ملوك بريطانيا» المؤثر لجيفري مونماوث.
| ”                          | لم تتفوق عليه شخصية أخرى قابعة على الحدود الفاصلة بين التاريخ والأسطورة في إضاعة وقت التاريخيين | “ |
| —جاي. إن. إل. مايرز، 1986. |                                                                                                 |   |

تشمل النظريات الحديثة المتعلقة باحتمال وجود هوية تاريخية لآرثر؛ «آرثر ماك أيديان»، وهو ابن أيدان ماك غابراين ملك دالريادا في القرن السادس الميلادي، و«أمبروسيوس أوريليانوس» الذي قاد المقاومة الرومانية البريطانية ضد السكسونيين؛ و«لوشوس أرتوريوس كاستوس»؛ قائد روماني في سلاح الفرسان السارماتيون في القرن الثاني؛ والملك البريطاني «ريوثاموس» الذي حارب إلى جانب آخر القادة الغالو رومانيين ضد القوط الغربيين في بعثة إلى بلاد الغال في القرن الخامس؛ أو أن آرثر مركب من أي من هؤلاء الأشخاص بالإضافة إلى شخصيات وأساطير أخرى.

## أصل اسم «آرثر»
إن أصل اسم آرثر غير واضح. اسم العائلة الرومانية «أرتوريوس» هو أكثر الأصول اللغوية قبولًا على نحو واسع، والذي نفسه يعود إلى أصل غامض ومتنازع عليه، ربما من أصل ميسابي أو إتروي. وفقًا لعالم اللغويات والمختص في الحضارة الكلتية «ستيفان زيمر»، فمن الممكن أن يكون لأرتوريوس أصل كلتي، إذ قد يكون تحويلًا لاتينيًا للاسم الافتراضي أرتوريوس المشتق من الاسم المنسوب للأب أرتو-ري-يوس الذي يعني «ابن الدب» أو «الملك- المحارب». إن الجذر أرتو-ري هو مصدر الاسم الأيرلندي القديم أرتري.
جادل المؤرخ جون موريس أن ظهور اسم آرثر بين الشخصيات الويلزية والاسكتلندية يدل على أن الاسم أصبح مشهورًا في بريطانيا في أوائل القرن السادس لفترة قصيرة. اقترح أن كل هذه الأحداث كانت بسبب أهمية آرثر آخر الذي من الممكن أنه قد حكم مؤقتًا كإمبراطور لبريطانيا، واقترح أن فترة تقدم سكسونية قد توقفت وتراجعت قبل أن تستأنف نشاطها في سبعينيات القرن السادس.